# بويرتو آيسن
بويرتو آيسن (بالإسبانية: Puerto Aysén) هي مدينة في تشيلي تقع في منطقة آيسن ديل جنرال كارلوس إيبانييس ديل كامبو، على بعد 4 كم (2 ميل) من خلل آيسن في أقصى جنوب البلاد. تقع بويلرتو آيسن، -وهي عاصمة مقاطعة وبلدة آيسن- على بعد 65 كيلومتراً (40 ميلاً) عن العاصمة الإقليمية كويهايكيو، وعن بعد 15 كيلومتراً (9 ميلاً) عن ميناء بويرتو تشاكابوكو، نقطة الدخول الرئيسية إلى بويرتو آيسن عن طريق البحر. وتُعتبر لاجون سان رافائيل منطقة الجذب السياحي الرئيسية للمدينة.
أصبحت المدينة آهلة بالسكان منذ عام 1914، وقد تم الاعتراف بها رسمياً كمدينة في 28 يناير 1928. ويبلغ عدد سكانها 27,644 نسمة وذلك حسب إحصائيات سنة 2017.

|date=ديسمبر 2011
}}

## وصلات خارجية
- Aysen Municipal Government